# Асма бинт Абу Бакр
Асма́ бинт Абу́ Бакр аль-Кураши (араб. أسماء بنت أبي بكر‎;
595, Мекка, совр. Саудовская Аравия — 692, там же) — сподвижница исламского пророка Мухаммеда, дочь первого халифа Абу Бакра ас-Сиддика.

## Биография
Асма была дочерью ближайшего друга пророка Мухаммеда, Абу Бакра ас-Сиддика. Её мать звали Кутайла бинт Абд аль-‘Узза. У неё был родной брат — Абдуллах ибн Абу Бакр, сёстры Аиша и Умм Кульсум, а также сводные братья Абдуррахман и Мухаммад. У неё также была мачеха по имени Умм Руман бинт Амир и сводный брат ат-Туфайл ибн аль-Хариса аль-Азди.
Родители Асмы развелись до начала пророческой миссии Мухаммеда. После развода родителей она осталась в доме отца.
Асма была одной из первых принявших ислам. В списке «тех, кто принял ислам по приглашению Абу Бакра», составленном Ибн Исхаком, она стоит на 15-м месте. Во время переселения пророка Мухаммед и Абу Бакра в Медину (Ясриб), Асма приносила им еду в пещеру Саур. Когда Пророк и Абу Бакр покинули пещеру, Асма привязала груз к двум поясам, за что получила от Мухаммеда титул «Зату-Нитакайн» (обладательница двух поясов).
Незадолго до переселения в Медину она вышла замуж за аз-Зубайра ибн аль-Аввама и присоединилась к нему в Медине через несколько месяцев после переселения мужа. В Медине они жили бедно. Когда Абу Бакр дал им раба, Асма сказала, что «это было равносильно тому, как если бы он освободил меня».
Однажды к ней в гости в Медине пришла её мать Кутайла бинт Абд аль-Уза. Асма не пустила её в дом и не приняла подарки, пока она не послала сестру Аишу проконсультироваться с Мухаммадом. Мухаммад сказал, что для Асмы было бы правильно оказать матери гостеприимство, так как Кутайла никогда не проявляла враждебность по отношению к мусульманам. По мнению толкователей Корана, 8-й и 9-й аяты суры аль-Мумтахана («Испытуемая») ниспосланы в отношении этой ситуации.

Аллах не запрещает вам быть добрыми и справедливыми с теми, которые не сражались с вами из-за религии и не изгоняли вас из ваших жилищ. Воистину, Аллах любит беспристрастных. ۝ Аллах запрещает вам дружить только с теми, которые сражались с вами из-за религии, выгоняли вас из ваших жилищ и способствовали вашему изгнанию. А те, которые берут их себе в помощники и друзья, являются беззаконниками.

Оригинальный текст (ар.)لَا يَنْهَاكُمُ اللَّهُ عَنِ الَّذِينَ لَمْ يُقَاتِلُوكُمْ فِي الدِّينِ وَلَمْ يُخْرِجُوكُمْ مِنْ دِيَارِكُمْ أَنْ تَبَرُّوهُمْ وَتُقْسِطُوا إِلَيْهِمْ ۚ إِنَّ اللَّهَ يُحِبُّ الْمُقْسِطِينَ
إِنَّمَا يَنْهَاكُمُ اللَّهُ عَنِ الَّذِينَ قَاتَلُوكُمْ فِي الدِّينِ وَأَخْرَجُوكُمْ مِنْ دِيَارِكُمْ وَظَاهَرُوا عَلَىٰ إِخْرَاجِكُمْ أَنْ تَوَلَّوْهُمْ ۚ وَمَنْ يَتَوَلَّهُمْ فَأُولَٰئِكَ هُمُ الظَّالِمُونَ—  60:8, 9 (Кулиев)
У Асмы и аз-Зубайра было восемь детей:
- Абдуллах — первый мусульманин, родившийся в Медине после хиджры[5],
- Аль-Мунзир ибн аз-Зубайр,
- Асим,
- Аль-Мухаджир,
- Хадиджа,
- Умм аль-Хасан,
- Аиша,
- Урва[7].

Асма была несчастлива в семейной жизни, так как аз-Зубайр был «самым ревнивым из людей». В Медине он взял ещё трёх жён. Однажды она пожаловалась отцу на жестокость мужа, но Абу Бакр посоветовал ей: «Дочь моя, будьте терпелива. Когда женщина имеет праведного мужа, и он умирает, и она не вступает в повторный брак после его смерти, то они будут воссоединены в саду (раю)». Ещё одна из жен аз-Зубайра, Умм Кульсум бинт Укба, также жаловались на него и просила его развестись с ней после нескольких месяцев супружеской жизни. Аз-Зубайр в конечном итоге развелся с Асмой.
Асма участвовала в битве при Ярмуке (636).